# Липянский сельский совет (Карловский район)
Липянский сельский совет (укр. Лип'янська сільська рада) — входит в состав
Карловского района
Полтавской области
Украины.
Административный центр сельского совета находится в 
с. Липянка.

## Населённые пункты совета
- с. Липянка
- с. Бабайково
- с. Разумовка
- с. Ясное